# Тренья
Тренья́ (фр. Treignat) — коммуна во Франции, находится в регионе Овернь. Департамент коммуны — Алье. Входит в состав кантона Юрьель. Округ коммуны — Монлюсон.
Код INSEE коммуны — 03288.

## Население
Население коммуны на 2008 год составляло 452 человека.
| 1962 | 1968 | 1975 | 1982 | 1990 | 1999 | 2008 |
| ---- | ---- | ---- | ---- | ---- | ---- | ---- |
| 662  | 738  | 677  | 575  | 531  | 475  | 452  |

## Экономика
В 2007 году среди 245 человек в трудоспособном возрасте (15—64 лет) 180 были экономически активными, 65 — неактивными (показатель активности — 73,5 %, в 1999 году было 72,1 %). Из 180 активных работали 165 человек (87 мужчин и 78 женщин), безработных было 15 (9 мужчин и 6 женщин). Среди 65 неактивных 18 человек были учениками или студентами, 29 — пенсионерами, 18 были неактивными по другим причинам.

## Достопримечательности
- Церковь Сен-Жерве (XIII век)
- Озеро д’Эркюла. Площадь 18 га (кемпинг, рыбалка, плавание)
- Музей мопедов и скутеров